# Кудрево
Кудрево — деревня в Цвылёвском сельском поселении Тихвинского района Ленинградской области.

## История
Деревня Новой Валя упоминается на «Специальной карте западной части России» Ф. Ф. Шуберта 1844 года.

НОВАЯ-ВАЛЯ — деревня Вальского общества, Ильинско-Сяського прихода. Ручей Валька.

Крестьянских дворов — 40. Строений — 63, в том числе жилых — 41.

Число жителей по семейным спискам 1879 г.: 115 м п., 126 ж. п.; по приходским сведениям 1879 г.: 102 м п., 122 ж. п.

В конце XIX — начале XX века деревня относилась к Сугоровской волости 1-го земского участка 1-го стана Тихвинского уезда Новгородской губернии.
На начало XX века на берегу реки Сясь у брода была часовня, сохранившаяся до 1970-х годов.

ВАЛЯ ГОСУДАРСТВЕННАЯ (НОВАЯ ВАЛЯ) — деревня Вальского общества, дворов — 48, жилых домов — 48, число жителей: 138 м п., 140 ж. п.

Занятия жителей — земледелие, лесные заработки. Река Сясь. Мелочная лавка. Смежна с деревней Филовщина. (1910 год)

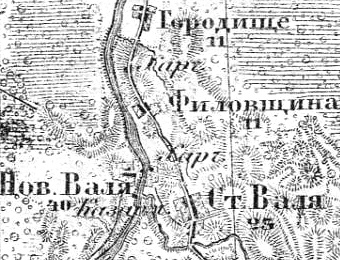
Деревня Кудрево на карте 1913 года

Согласно карте Петроградской и Новгородской губерний 1913 года деревня называлась Новая Валя насчитывала 40 крестьянских дворов.
С 1917 по 1918 год деревня Валя Государственная Старая входила в состав Сугоровской волости Тихвинского уезда Новгородской губернии.
С 1918 года в составе Череповецкой губернии.
С 1927 года в составе Ильинского сельсовета Тихвинского района.
С 1928 года в составе Вольского сельсовета. В 1928 году население деревни Валя Государственная Старая составляло 517 человек.
Согласно карте Ленинградской области Северо-западного аэрогеодезического треста ГГУ издания 1932 года деревня называлась Государственная Валя и насчитывала 33 крестьянских двора. В деревне находились почта и часовня.
По данным 1933 года деревня называлась Валя Государственная и входила в состав Вальского сельсовета.
С 1 января 1938 года учитывается областными административными данными как деревня Кудревод.
В 1938 году постановлением Президиума ВЦИК селение Валя Государственная было переименовано в Кудрово.
С 1960 года вновь в составе Ильинского сельсовета.
В 1958 году население деревни Кудрево составляло 83 человека.
По данным 1966, 1973 и 1990 годов деревня называлась Кудрево и также входила в состав Ильинского сельсовета.
В 1997 году в деревне Кудрево Ильинской волости проживали 12 человек, в 2002 году — 8 человек (русские — 87 %).
В 2007 году в деревне Кудрево Цвылёвского СП проживали 11 человек, в 2010 году — 9.

## География
Деревня расположена в юго-западной части района на автодороге Устье — Кудрево, к западу от автодороги А114 (Вологда — Новая Ладога).
Расстояние до административного центра поселения — 23 км.
Расстояние до ближайшей железнодорожной станции Валя — 5 км.
Деревня находится на левом берегу реки Сясь.

## Демография
| 1879 | 1910 | 1928 | 1958 | 1997 | 2002 | 2007 |
| ---- | ---- | ---- | ---- | ---- | ---- | ---- |
| 241  | ↗278 | ↗517 | ↘83  | ↘12  | ↘8   | ↗11  |
| 2010 | 2017 |      |      |      |      |      |
| ↘9   | ↘7   |      |      |      |      |      |

### Национальный состав
Согласно данным Всероссийской переписи населения 2021 года в деревне проживали 4 человека, все русские.

## Улицы
Набережная, Речная, Речной переулок.